# Daniel Willard

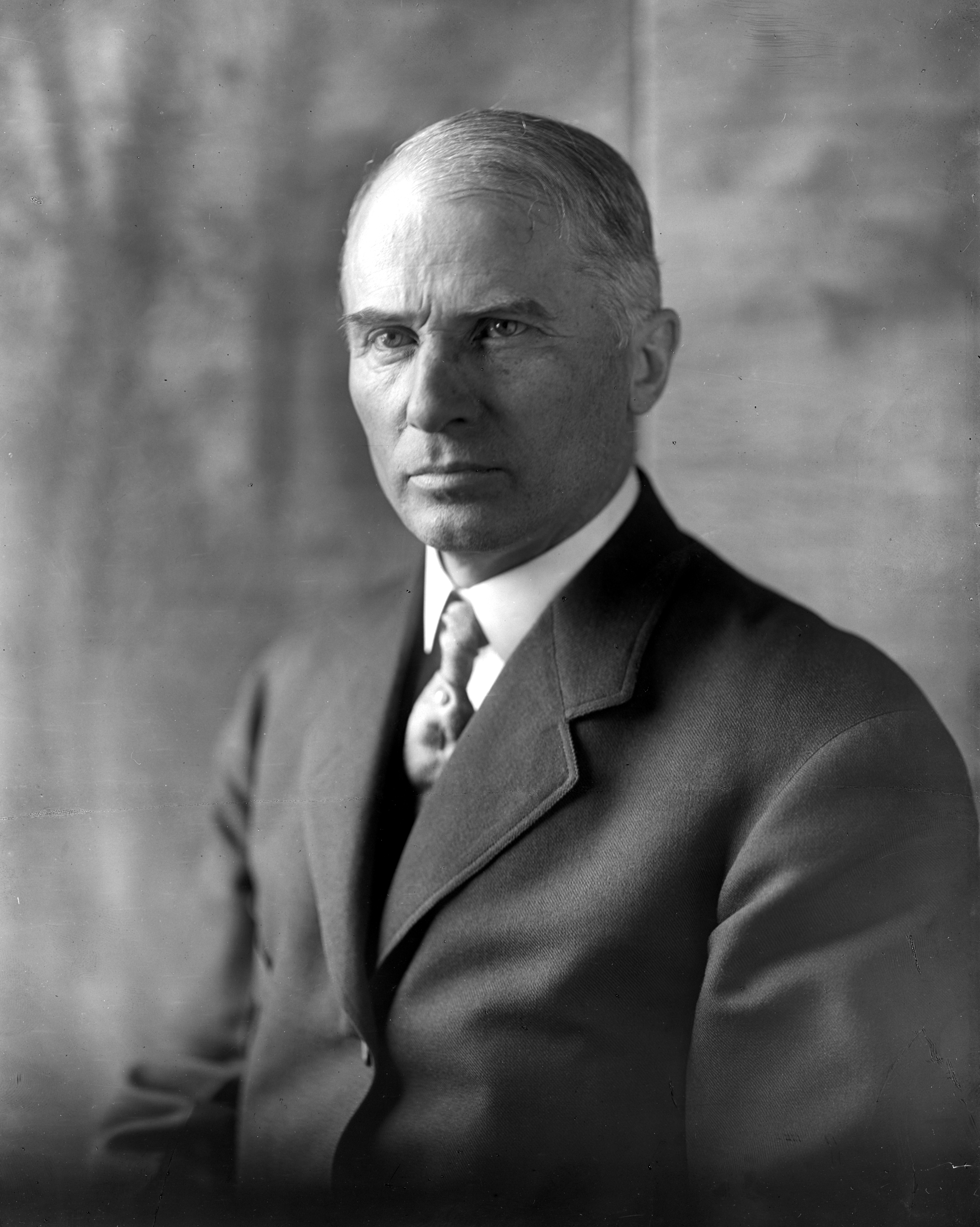
Daniel Willard

Daniel Willard (* 28. Januar 1861 North Hartland, Vermont; † 6. Juli 1942) war ein amerikanischer Eisenbahnmanager. Er leitete 31 Jahre lang die Baltimore and Ohio Railroad. Er war bekannt für sein Verständnis gegenüber den Forderungen und Anliegen der Beschäftigten und Gewerkschaften. Er besaß die Fähigkeit, Innovation und Konstanz zu verbinden. In seiner Zeit bei der Baltimore and Ohio Railroad fällt unter anderem die Einführung von klimatisierten Wagen und Diesellokomotiven.

## Leben
Daniel Willard besuchte nach der Schule ein Jahr lang das Massachusetts Agricultural College, bevor er 1879 als Gleisarbeiter zur Central Vermont ging. Später wurde er Heizer bei der Connecticut and Passumpsic River Railroad, wo er später auch Lokomotivführer wurde. Ab 1883 war er Lokomotivführer bei der Lake Shore and Michigan Southern Railroad in Elhart (Indiana). 1884 ging er zur Soo Line, wo er bis 1898 vom Bremser zum Abteilungsleiter aufstieg. Bei der Soo Line traf er auf den damaligen Geschäftsführer Frederick Douglas Underwood, ihm folgt er 1899 zur Baltimore and Ohio Railroad, wo dieser stellvertretender Geschäftsführer wurde. 1901 ging er mit Underwood zur Erie Railroad. Von 1904 bis 1910 war er Vizepräsident bei der CB&Q. Am 15. Januar 1910 wurde er Präsident der Baltimore and Ohio Railroad. Im März 1917 wurde er Vorsitzender der National Defense Advisory Commission. In dieser Funktion versuchte er, das Eisenbahnnetz auf die notwendigen Transportbedürfnisse für den Kriegseintritt der USA vorzubereiten. Dies führte im Endeffekt im Zeitraum 1917 bis 1920 zur Übernahme der amerikanischen Eisenbahnen durch die staatliche United States Railroad Association. Neben seiner Tätigkeit als Präsident war er auch Vorsitzender der American Railway Association, des Railroad War Boards und des War Industrie Boards. 1931 wollte er als Präsident zurücktreten, doch er wurde durch den Aufsichtsrat zum Weitermachen überredet. Im Rahmen von Sparmaßnahmen zur Bewältigung der Weltwirtschaftskrise verzichtete er auf 20 % seines Einkommens, gegenüber 10 % beim restlichen Management. Am 1. November 1932 war Daniel Willard auf dem Titel des „Time Magazine“. Am 1. Juni 1941 trat er endgültig als Präsident zurück und wurde Aufsichtsratsvorsitzender. Er starb am 6. Juli 1942 und ist auf dem Friedhof der Federated Church in Hartland (Vermont) beerdigt.
Nach ihm wurde der Ort „Chicago Junction“ in Ohio in Willard umbenannt.